# Fredrik Persson (Skilangläufer)
Fredrik Persson (* 7. Februar 1979) ist ein ehemaliger schwedischer Skilangläufer.

## Werdegang
Persson, der für den Åsarna IK und den Kilsmo IK startete, hatte seinen ersten internationalen Erfolg bei den Junioren-Skiweltmeisterschaften 1999 in Saalfelden. Dort gewann er die Silbermedaille mit der Staffel. Sein erstes Rennen im Continental-Cup lief er im Dezember 2000 in Orsa und belegte dabei den 35. Platz im Sprint. Im März 2001 debütierte er in Falun im Skilanglauf-Weltcup und errang dabei den 77. Platz über 15 km klassisch. Im Februar 2004 kam er beim Continental-Cup in Hommelvik über 10 km klassisch und im Februar 2005 beim Scandinavian-Cup in Sundsvall im Skiathlon jeweils auf den zweiten Platz. In der Saison 2005/06 erreichte er vier Top-Zehn-Platzierungen im Scandinavian-Cup, darunter Platz zwei über 15 km Freistil in Skellefteå und Platz zwei über 30 km klassisch in Haanja und errang damit den dritten Platz in der Gesamtwertung. Außerdem wurde er im Jahr 2006 zusammen mit Mats Larsson schwedischer Meister im Teamsprint. Im März 2007 holte er in Stockholm bei seiner 16. Teilnahme im Weltcupeinzel und damit letzten Weltcupteilnahme mit dem 30. Platz im Sprint seinen ersten und einzigen Weltcuppunkt. Im Dezember 2009 wurde er beim Scandinavian-Cup in Lygna Dritter über 15 km klassisch. Persson nahm zudem von 1999 bis 2009 an FIS-Rennen teil. Dabei holte er sechs Siege, darunter der Sieg Anfang 2008 beim Vasaloppet China.